# Явожина-Шлёнска
Явожина-Шлонска (пол. Jaworzyna Śląska, нем. Königszelt) — город в Польше, входит в Нижнесилезское воеводство, Свидницкий повят. Имеет статус городско-сельской гмины. Занимает площадь 4,34 км². Население — 5214 человек (на 2006 год).
В городе расположен Музей промышленности и железных дорог.